# Eastern wind
Eastern wind is het vijfde studioalbum van Chris de Burgh. In tegenstelling tot voorgaande albums die grotendeels waren opgenomen in Engeland, werd dit album opgenomen in Toronto, Manta Szound Studios. Opvallend aan het album zijn de deelnames van Lisa Dal Bello, die zelf een redelijke zangcarrière had en John Helliwell, saxofonist van Supertramp. David Anderle was een huisproducer van A&M Records en werkte met artiesten als Judy Collins, maar ook Frank Zappa.
Het album haalde in Europa vrij wel nergens de albumlijsten. Alleen in Zweden en Noorwegen haalde het wel een notering. Die notering in Noorwegen was een enorme uitschieter: 10 weken een nummer 1-notering in totaal 68 weken notering in de Top40.

## Musici
- Chris de Burgh – zang, akoestische gitaar
- Tim Wynveen – gitaar, achtergrondzang
- Al Marnie – basgitaar, achtergrondzang
- Glenn Morrow – toetsinstrumenten
- Erick Robertson - toetsinstrumenten
- Jeff Phillips – slagwerk, percussie
- John Helliwell – saxofoon
- Dick Smith – percussie (6, 8, 9)
- Lisa Del Bello (tevens track 8), Colina Phillips[3], Sharon-Lee Williams – achtergrondzang (2, 5)

## Muziek
| Nr. | Titel                    | Duur |
| --- | ------------------------ | ---- |
| 1.  | The traveller            | 4:11 |
| 2.  | The record company bash  | 3:54 |
| 3.  | Tonight                  | 3:28 |
| 4.  | Wall of silence          | 3:48 |
| 5.  | Flying home              | 3:59 |
| 6.  | Shadows and lights       | 3:11 |
| 7.  | Sailor                   | 4:15 |
| 8.  | Some things never change | 3:14 |
| 9.  | Tourist attraction       | 3:09 |
| 10. | Eastern wind             | 5:17 |